# Luis Doménech Cervera
Luis Doménech Cervera, València, 29.5.1858 – València, 25.12.1934. Fou un advocat i polític valencià, diputat a les Corts espanyoles durant la restauració borbònica.
Llicenciat en dret, inicialment milità en l'anomenada Izquierda Dinástica, amb la que arribaria a regidor de l'ajuntament de Sagunt. Després passaria al Partit Liberal Fusionista, amb el que fou elegit diputat pel districte de Sagunt a les eleccions generals espanyoles de 1901.